# Erin Mackey
Erin Ashley Mackey (nacida el 19 de junio de 1986) es una actriz y cantante estadounidense, conocida por interpretar el papel de Glinda en las producciones de Wicked de Chicago, Los Ángeles y Broadway.

## Vida y carrera
Mackey nació en Fullerton, California. Fue descubierta por un mánager en el Fullerton Children's Repertory Theater, y le ofreció la oportunidad de presentarse a una audición profesional para cine y televisión. Su primera película fue The Parent Trap, de Disney.
Ganó el L.A. Music Center Spotlight Award Archivado el 9 de octubre de 2015 en Wayback Machine. de 2003 por Voz No-Clásica.
En 2004, después de graduarse en el Fullerton Union High School, decidió continuar persiguiendo su pasión por el teatro asistiendo a la Carnegie Mellon University. Desde 2006 hasta 2010, interpretó a Glinda en varias producciones del musical Wicked.
Después de Wicked, protagonizó el nuevo musical de Broadway Sondheim on Sondheim, el cual empezó se preestrenó en Studio 54 el 19 de marzo de 2010 y oficialmente abrió el 22 de abril. El show finalizó su compromiso ilimitado el 27 de junio de 2010. También fue vista en la producción del York Theatre,  I Remember Mama, del 8 al 10 de octubre de 2010.
En junio de 2011, Mackey interpretó el papel de Lucy Steele en la lectura del nuevo musical basado en Sentido & Sensibilidad, de Jane Austen Mackey sucedió a Laura Osnes como Hope Harcourt en el revival de BroadwayAnything Goes el 13 de septiembre de 2011.
Mackey originó el papel de Oona O'Neill en la producción de Broadway de 2012 Chaplin. Interpretó el papel de Christine en la producción de 2013 de Pittsburgh CLO Phantom. Otras obras teatrales de Mackey incluyen Clara Johnson en el South Coast Repertory Theatre producción de 2014 de The Light in Piazza, Johanna en el concierto de marzo de 2014 en la New York Philharmonic de Sweeney Todd: The Demon Barber of Fleet Street, y Esign Nellie Forbush en la producción de 2014 Paper Mill Playhouse de South Pacific. Protagonizó como Mary Catlett en la premier mundial del nuevo musical, Amazing Grace de octubre a noviembre de 2014 interpretando el papel que ella más tarde repetiría en Broadway.

### Wicked
Después de su primer año en la universidad, Mackey hizo la audición para el musical Wicked y se le ofreció un papel para la producción del tour nacional. Después de aparecer en el tour durante varios meses, se le ofreció un papel en una compañía de Chicago como miembro del conjunto y suplente para Glinda. Después de seis meses, sucedió a Stacie Morgan Lewis en el papel principal de Glinda el 24 de octubre de 2006. Actuaba junto a Kristy Cates y más tarde, Dee Roscioli en el papel coprotagonista de Elphaba. Abandonó la producción de Chicago el 13 de abril de 2008, al final de su contrato, y fue reemplazada por Kate Fahrner.
Ella fue luego transferida a la producción de Los Ángeles, reemplazando a Megan Hilty como Glinda del 20 de mayo de 2008 y actuando junto a Teal Wicks (como Elphaba) en ese papel, a través del 28 de septiembre de 2008. En 2009, se casó con su antiguo coprotagonista Stanton Nash, quien protagonizó junto a ella como Boq en Chicago.
Más tarde, después de su debut en Broadway, repitió su papel de Glinda en Nueva York, comenzando el 11 de agosto de 2009, reemplazando a Alli Mauzey. Actuaba junto a su antiguo coprotagonista Dee Roscioli como Elphaba. Ella interpretó su última función como Glinda, hasta la fecha, el 10 de enero de 2010. Fue sucedida por Katie Rose Clarke.

## Créditos
| Año  | Título                                                      | Papel               | Notes                         |
| ---- | ----------------------------------------------------------- | ------------------- | ----------------------------- |
| 1998 | Juego de gemelas (Tú a Londres y yo a California en España) | Hallie/Annie Doble  | Doble de Lindsay Lohan        |
| 1999 | You're Invited to Mary-Kate & Ashley's Fashion Party        | Jenna               | Vídeo                         |
| 2000 | Mad Song                                                    |                     |                               |
| 2002 | Family Affair                                               | Patricia            | Episodio: "No Small Parts"    |
| 2002 | Do Over                                                     | Bonnie              | Episodio: "Halloween Kiss"    |
| 2003 | Greetings from Tucson                                       | Erica               | Episodio: "Ball and Chain"    |
| 2010 | Blue Bloods                                                 | Rachel              | Episodio: "Re-Do"             |
| 2012 | Gossip Girl                                                 | Asistente de elenco | Episodio: "Salon of the Dead" |

| Año             | Título               | Papel                                        |
| --------------- | -------------------- | -------------------------------------------- |
| 2006-2010       | Wicked               | Suplente, conjunto, Glinda (v. producciones) |
| 2010            | Sondheim on Sondheim | Intérprete                                   |
| 2011            | Anything Goes        | Hope Harcourt                                |
| 2012            | Chaplin              | Oona O'Neill                                 |
| 2014 - presente | Amazing Grace        | Mary Catlett                                 |